# Царняк, Линдсей
Ли́ндсей Энн Ца́рняк (англ. Lindsay Ann Czarniak; 7 ноября 1977, Гаррисберг, Пенсильвания, США) — американская журналистка и телеведущая.

## Биография
Линдсей Энн Царняк родилась 7 ноября 1977 года в Гарриберге (штат Пенсильвания, США) в семье работника департамента спортивной газеты Чета Царняка и директора «Rose Hill Elementary School» Терри Царняк. У Линдсей есть брат — Эндрю Царняк, выпускник «United States Coast Guard Academy» от 2005 года, который ныне служит в Береговой охране США. В 1983 году Царняк переехала вместе с семьёй в Северную Виргнию, но в настоящее время она проживает в Вашингтоне.

## Карьера
Линдсей росла большой поклонницей спорта, что и привело её к идеи стать спортивным журналистом. Царняк наиболее известна как ведущая «The George Michael Sports Machine» (2005—2007), «WRC-TV» (2005—2011) и «ESPN» (2011—). В августе 2008 года она вела репортажи с Летних Олимпийских игр 2008 в Пекине, КНР.

## Личная жизнь
С 15 октября 2011 года Линдсей замужем за телеведущим Крейгом Мелвином (род.1979), с которым она встречалась 3 года до их свадьбы.  У супругов есть двое детей — сын Делано Джозеф Мелвин (род.10.03.2014) и дочь Сибил Энн Мелвин (род.05.11.2016).